# الشارقة (مناخة)

تعديل مصدري - تعديل

الشارقة هي إحدى قرى عزلة متوح بمديرية مناخة التابعة لمحافظة صنعاء، بلغ تعداد سكانها 184 نسمة حسب تعداد اليمن لعام 2004.